# 聖パトリック勲章
聖パトリック勲章（Order of St. Patrick）は、アイルランドの最高勲章。グレート・ブリテンおよび北アイルランド連合王国の騎士団勲章 (order) の中では、イングランドのガーター勲章及びスコットランドのシッスル勲章に次ぐものと位置付けられている。正式タイトルは The Most Illustrious Order of Saint Patrick。
ヨーロッパの “order” は中世の騎士団に由来、あるいはその制度に倣った栄典制度であり、騎士団へ入団することが栄誉とされていた。しかし、やがて騎士団の団員証である徽章（勲章）も意味するようになり、その授与が栄典とみなされるようになった。decoration などの他の勲章と区別するために「騎士団勲章」とも呼ばれる。現在でもイギリスの order は騎士団への加入という意味が強く、団体として記述されることも多いが、日本語圏では慣例的に騎士団の徽章だけでなく、これら栄典全体を「勲章」と称し、名称を「～勲章」としている。そのため、本項ではこの栄典の名称を「聖パトリック勲章」と記すが、その制度等の説明では「騎士団」として扱う。

## 概要

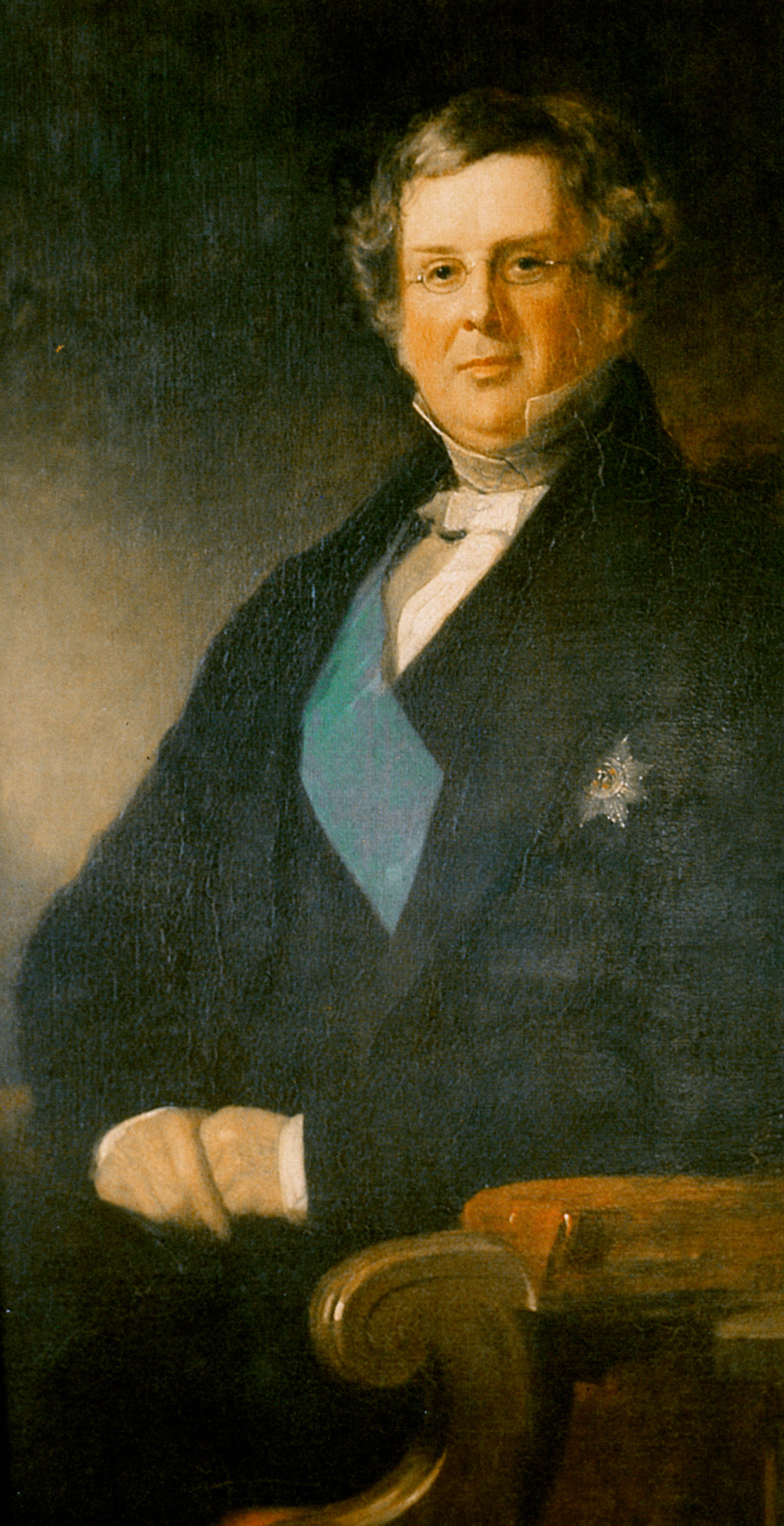
大綬と星章を着用した天文学者・第3代ロス伯爵ウィリアム・パーソンズ

聖パトリック勲章は1783年にジョージ3世により創立され、1921年にアイルランドの大部分がアイルランド自由国として独立するまで、聖パトリックの騎士（Knight of St. Patrick, 勲爵士）への叙任は頻繁に行われていたが、1936年以降は1人も叙任されていない。最後の保持者であったグロスター公ヘンリーも1974年に死去している。しかし、厳密にいえば騎士団はまだ廃止されていない。エリザベス2世は騎士団の主権者 (Sovereign) であり続けており、アルスター・キング・オブ・アームズ (Norroy and Ulster King of Arms) も現存している。
騎士団の守護聖人はその名のとおり聖パトリック。騎士団としての標語は “Quis separabit?”である。これはヴルガータにおけるローマの信徒への手紙8章35節「私たちをキリストの愛から引き離すのはだれですか」からの引喩である。
イギリスではバス勲章以下の勲章は連合王国全体のものだが、高位3勲章（ガーター勲章・シッスル勲章 (Order of the Thistle) ・聖パトリック勲章）は各構成国の勲章であり、ガーターはイングランド、シッスルはスコットランド、そして聖パトリックはアイルランドの勲章とされている。但し、ガーター勲章は連合王国或はイギリス連邦全体の最高勲章でもあり、スコットランド並びにアイルランドを含む連邦諸国の功労者及び他国の君主にも授与される。
聖パトリック勲章はこれら3勲章の中では歴史が最も浅く、順位は他の2勲章に次ぐものとされている。ガーター勲章とシッスル勲章は大綬を左肩から右腰へ掛けるが、聖パトリック勲章は以下の勲章と同様に右肩から左腰へ掛ける。

## 歴史

### 初期

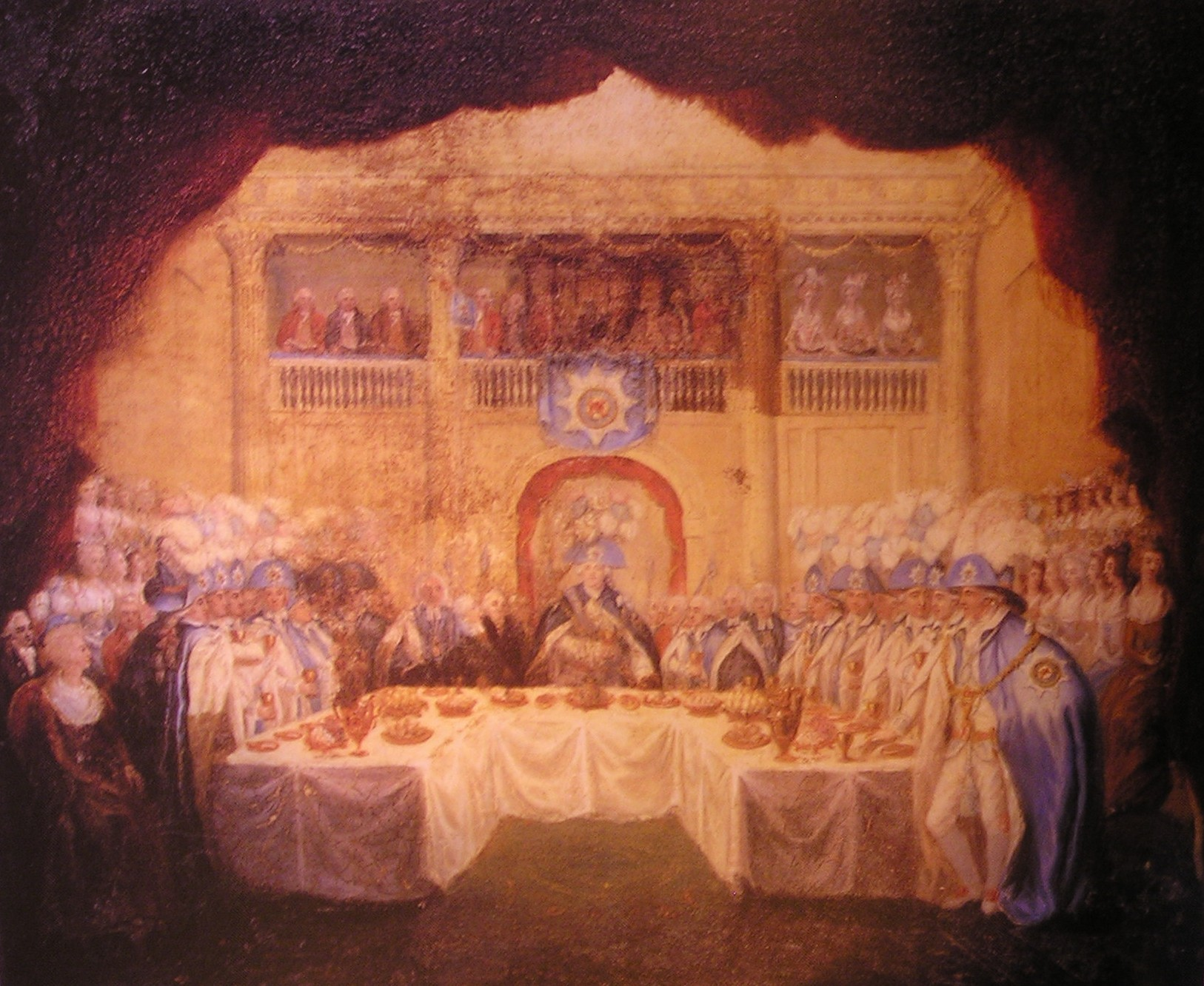
ダブリン城のグレートホールで1783年3月17日に執り行われた騎士団設立のための任命晩餐会

アイルランド議会からの政治的な支持への報酬として（あるいは支持を得るために）イギリスがアイルランドへ実質的な自治権を付与した1年後の1783年に設立された。騎士団の規則では団員は男性のみであり、かつ騎士もしくはジェントルマンの階級に属し、さらに後者はその人物の母方、父方双方において3代にわたって「高貴な身分であること」（祖先が紋章を保有していること）と定められた。しかし実際にはアイルランド貴族がほとんどで、それ以外は王族が時々任命されるのみであった。
騎士団の象徴の一つには、聖パトリック旗（白地に赤いX字）が選ばれた。この旗は、1800年の合同法によりユニオン・フラッグに組み込まれるまでの間、半公式的にアイルランドを象徴するために使われた。しかし、騎士団設立以前における聖パトリックもしくはアイルランドとこの旗の関係は不明である。初期における騎士の一人に第2代リンスター公ウィリアム・フィッツジェラルド  (William FitzGerald, 2nd Duke of Leinster) がいたが、彼の紋章には同じ十字が入っていた。
1907年、アイリッシュ・クラウン・ジュエル (Crown Jewels of Ireland) と呼ばれる君主用に特別に造られた記章が、当時の君主であるエドワード7世の訪問直前にダブリン城から盗まれ、国際的に報道された。その行方は今でもわかっていない。

アイリッシュ・クラウン・ジュエル
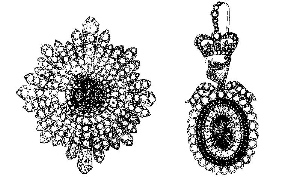
宝石の盗難が発覚した後に王立アイルランド警察管区(en)およびダブリン地域警察によって作成された絵。

### 1922年以降
アイルランド自由国として1922年に連合王国を離脱した際に、W・T・コスグレイヴを筆頭としたアイルランド評議会は叙勲を続けないことを決定した。それ以降では3人だけが騎士に叙任されているが、3人とも英国王室の人間であった。当時のプリンス・オブ・ウェールズ（後のエドワード8世、退位後はウィンザー公）は1927年に叙任され、その弟であるグロスター公ヘンリーは1934年に、そしてヨーク公アルバート（後のジョージ6世）は1936年にそれぞれ叙任された。1974年に死去したグロスター公は騎士団の最後の生き残りであった。しかしその後も決して廃止されたというわけではなく、アイルランド政府においても復活に関する議論が何回も行われている。

### 復活の可能性
1943年にウィンストン・チャーチルはチュニジアにおけるハロルド・アレクサンダーの功績に報いるために叙任の再開を提案した。しかし他の閣僚や官僚の意見は、ロンドンとダブリンの間の外交バランスを崩しかねないというものであった。アイルランドの首相ショーン・リーマス (Seán Lemass) は叙任の復活を1960年代に考えたが、結局踏み切らなかった。
イギリス君主が叙任を一方的に復活させることまずありえないが、イギリスの君主とアイルランド政府が共同して、勲章を英愛合同の栄典制度の一部として再設立する可能性はある。アイルランドの新聞『サンデー・インディペンデント』 (Sunday Independent) は2004年7月に、叙任の復活と英愛関係の分野で有名になった人々に対して、アイルランド大統領とイギリス君主による共同での叙勲をすべきとする論説を載せた。他の出版社においても似たような提案がなされている。
アイルランド憲法 (Constitution of Ireland) では第40条1項において「貴族の称号を国家は与えない（Titles of nobility shall not be conferred by the State）」としており、さらに同条2項には「貴族もしくは栄誉の称号は政府の事前承認を伴っている以外は国民は受け入れてはならない（No title of nobility or of honour may be accepted by any citizen except with the prior approval of the Government）」とある。この条項が、アイルランド国民が聖パトリック騎士に叙されることを禁止するものであるかどうかについては専門家の間でも意見が分かれているが、「貴族の称号 (titles of nobility)」という一文が、世襲貴族やそのほかの貴族称号を意味しているという示唆はなされている。いずれにせよ、このようにアイルランド国民は、在位中の連合王国君主が賞を授与することに対するアイルランド政府の承認を求めている。

## 騎士団の構成

### 騎士団員
聖パトリック騎士団の主権者はイギリス君主である。アイルランドにおける君主の代理であるアイルランド総督 (the Lord Lieutenant of Ireland) はグランド・マスター (the Grand Master) を務めていた。 アイルランド総督の役職は1922年に廃止され、最後の総督とグランド・マスターは初代ダーウェントのフィッツアラン子爵エドモンド・フィッツアラン＝ハワード (Edmund Fitzalan-Howard, 1st Viscount Fitzalan of Derwent) であった。
騎士団は初め、15人の騎士と主権者（イギリス君主）で構成されていた。1821年にはジョージ4世は6名を新たに騎士に叙任したが、これを認めるロイヤル・ワラント（勅許礼状）を彼は1830年まで出さなかった。1833年にウィリアム4世が正式に規則を変え、騎士の定数を22とした。
ガーター騎士団のものを原型とする最初の規則では、騎士団員の欠員は主権者の指名によって埋めるべきと定められていた。各々の騎士は9人の候補者を提案し投票をおこなった。候補者について、3人は伯爵以上の爵位を保有していなければならず、3人は男爵以上、さらに3人は騎士以上でなければならなかった。実際には常にこのシステムが使われていたわけではなく、グランド・マスターが貴族を候補者に指名した場合は主権者は通常それに同意し、新しい団員を「選定する」会議が開かれた。
聖パトリック騎士団はこれまでに貴族と王族のみが叙されているという点で、イングランドのガーター騎士団やスコットランドのシッスル騎士団とは異なっている。君主以外の女性が聖パトリック騎士団に叙されることはなかった。一方、ガーター騎士団は女王以外の女性騎士団員がいない期間（1509年 - 1910年）があったが、制定当初から女性も叙任されており、シッスル騎士団も女性の叙任が制度化されたのは1987年ではあるが、それ以前にも女性が叙任された例はある。
なお、1871年までは聖公会派に属するアイルランド国教会がアイルランドの国教であり、騎士団としてもこれに関わっていたにもかかわらず、騎士団の歴史を通じて数人のカトリック教徒が騎士団員に任命されている。

### 役職
聖パトリック騎士団には、初期において13の役職が存在した。
- 僧長 (Prelate)
- 長官 (Chancellor)
- 記録官 (Registrar)
- 衛門 (Usher)
- 秘書 (Secretary)

- 血統官 (Genealogist)
- キング・オブ・アームズ
- ヘラルド×2
- パーシヴァント（紋章院における最下位の職員）×4

これらの役職の多くは、当時国教であったアイルランド国教会の聖職者が担っていた。1871年の国教廃止後、聖職者たちは生涯役職に留まることが許され、死んだときにその役職は廃止もしくは公職とするために再編された。記録官とキング・オブ・アームズを除くすべての役職は、今では空席となっている。
僧長
この職務は、アイルランド国教会の最高位聖職者であるアーマー大主教 (Archbishop of Armagh (Church of Ireland)) が担っていた。最初の規則には僧長は記載されていなかったが、その後まもなくロイヤル・ワラントによって設置された。当時の大主教がその地位を要求したことが理由とみられている。最後の僧長が死んだ1885年以降、その座は空席のままである。
長官
アイルランド国教会における次席聖職者であるダブリン大主教が務めていた。1886年以降は、その役職はアイルランド担当次官 (Chief Secretary for Ireland) に取って代わられた。1922年に担当次官が廃止されてからは、長官職は空席のままである。
記録官
聖パトリック大聖堂の首席司祭が就いていた。1890年の国教廃止時にその地位を有していた首席司祭の死に際し、記録官職は騎士団のキング・オブ・アームズに移管された。
衛門
騎士団の衛門は「黒杖官とよばれた紋章の衛門 (the Usher at Arms named the Black Rod)」であった。「アイルランドのアッシャー黒杖官 (the Irish Gentleman Usher of the Black Rod)」はイギリスにおける黒杖官とは異なるものの、それに相当するものではあったようで、アイルランド上院において若干の役割を持っていた（後者はガーター騎士団の衛門と上院の守衛官であり続けている）。アイルランドにおけるこの地位は1933年以来空席となっている。
秘書と血統官
どちらもアイルランド下院所属の騎士団員が担当していた。秘書は1926年以降空席である。血統官は1885年に空席となった。1889年に一旦復活したが、その後1930年から再び空席となった。
キング・オブ・アームズ
この地位は、アイルランド紋章院長官であるアルスター・キング・オブ・アームズ（Ulster King of Arms, 1552年創設）が保有していた。1920年のアイルランド統治法によるアイルランド島の分割 (partition of Ireland) を受けて、1943年にはその地位が2つに分かれていたため、北アイルランドに関するものに限って、その地位はイングランド北部の紋章を管轄するノロイ・キング・オブ・アームズと統合された。ノロイおよびアルスター・キング・オブ・アームズは現在も存続しており、上記のごとく聖パトリック騎士団の記録官とキング・オブ・アームズの地位を兼務している。アルスター・キング・オブ・アームズは、それがアイルランド自由国（現アイルランド共和国）に関するものに限って、アイルランド紋章官長 (Office of the Chief Herald of Ireland) の地位になった。
ヘラルドとパーシヴァント
聖パトリック騎士団は異なる6つの紋章院職員を保持しており、数では他のイギリス騎士団よりも多い。2つのヘラルドは、それぞれコーク・ヘラルド (Cork Herald) とダブリン・ヘラルド (Dublin Herald) として知られている。4つのパーシヴァントのうち3つは特定の呼称がないが、4つ目は1552年に設立された役職であるアスローン・パーシヴァント (Athlone Pursuivant) であった。

### 現在のメンバーおよび役職
- 主権者：エリザベス2世
- 記録官およびキング・オブ・アームズ：ロバート・ノエル

## 正装と勲章

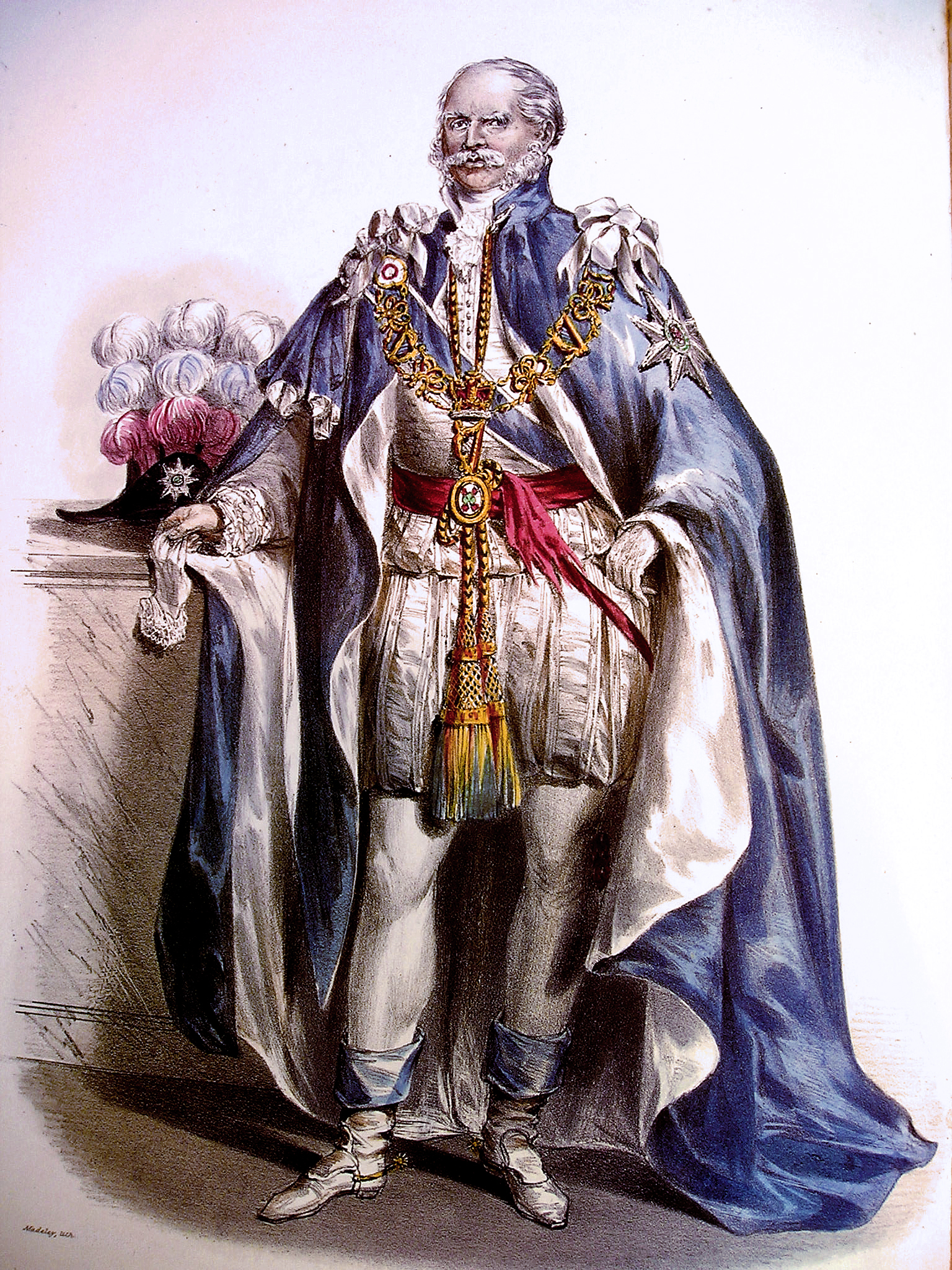
騎士団員用ローブを着用したエルンスト・アウグスト

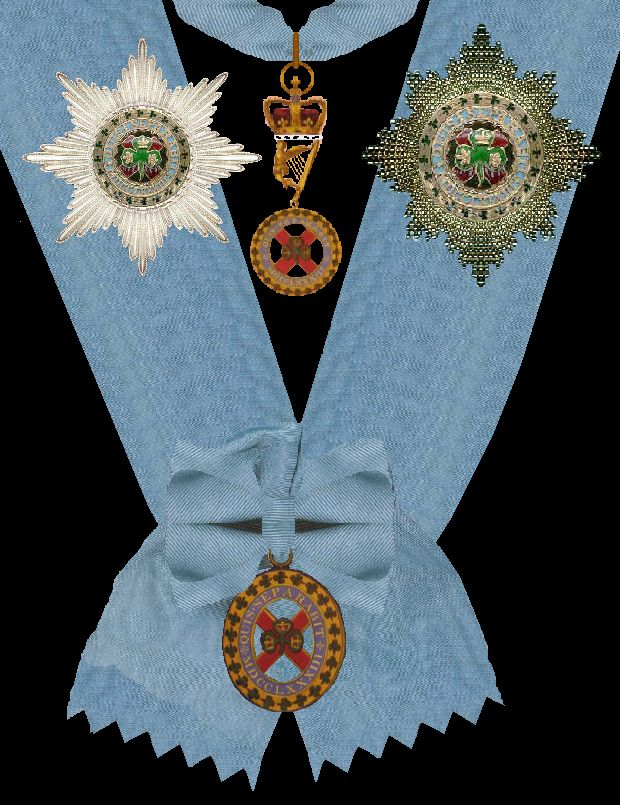
記章。騎士団の規則ではリボンは青空色と定められたが、正確な色調は時によって異なっている。

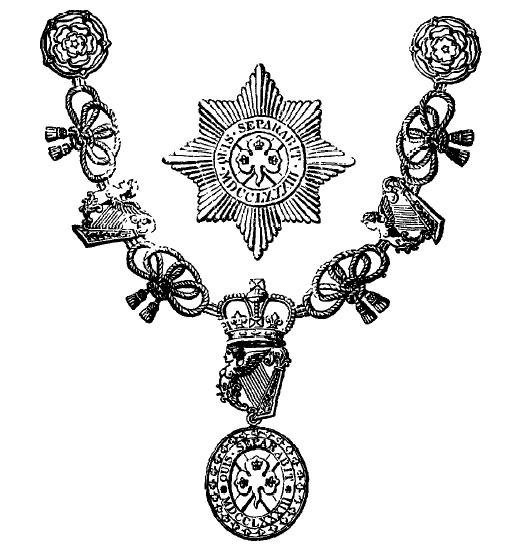
頸飾

騎士団の正装は、”ローブ”と呼ばれるマント、帽子、頸飾から成り、騎士団の行事の際に着用される。そして、一般の正装の際は大綬章と星章を着用する。
ローブ
空色で白いシルクの裏地が張られている。星章（下記参照）を左側に付ける。ローブには青いフードがつけられている。
帽子
元々は白いサテンに青いラインが入っていたものであったが、ジョージ4世によって黒のビロードに変更された。帽子には赤、白、青3色の羽飾りがついていた。
頸飾
黄金製のハープとテューダー・ローズ（テューダー朝の白バラと赤バラ）が交互に繋がれている。テューダー・ローズは、赤の入った白（白バラ）と、白の入った赤（赤バラ）にエナメルで彩色されている。中央のハープの上には王冠が付き、下に記章が吊るされている。
- 頸飾

大綬章
下端部に記章が着いた青空色の大綬 (broad riband) を左肩から右腰へ襷状に掛ける。
記章
頸飾用と大綬章は同じデザインである。金で作られており、中央の聖パトリック十字の上に3つの王冠を運ぶシャムロック（アイルランドの国章）が配された。その周りは標語をマジェスキュール（文字全体の高さがあまり変わらない書体）で書き込んだ青い円で囲まれ、さらにローマ数字で騎士団の創立年 “MDCCLXXXIII”（1000＋500＋200＋80＋3＝1783年）が書き込まれていた。
星章
騎士団の星章は八芒星の形をしており、それぞれのとげは光の束を表している。中央には標語と設立年が書かれ、記章と同じデザインになっている。星章は左胸にピン止めされた。
グランド・マスターの勲章は当初他の騎士と同じデザインであった。しかしウィリアム4世は1831年、グランド・マスターに対しルビー、エメラルド、そしてブラジル産ダイヤモンドが付けられたバッジと星章を与えた。これが後にアイルランドのクラウン・ジュエルとして知られたものである。それらは騎士用の頸飾5つとともに1907年に盗まれたことで有名であり、今も行方は分かっていない。
騎士団に関するいくつかの品物はアイルランド共和国と北アイルランドの博物館に収蔵されている。騎士団の122番目の騎士であるクロンブロック男爵ルーク・ディロン (Luke Dillon, 4th Baron Clonbrock) のローブはダブリンのアイルランド国立博物館 (National Museum of Ireland) に展示されており、第3代キルモレー伯フランシス・ニーダム (Francis Needham, 3rd Earl of Kilmorey) のものはニューリー博物館に収められている。ダブリンのアイルランド国立美術館 (National Gallery of Ireland) と系図博物館 (National Library of Ireland) はそれぞれ騎士団の規則を保有している。北アイルランドの国立博物館と美術館、アルスター博物館は多くのコレクションを展示し、さらに2枚のローブを収蔵している。なお、アイルランド近衛連隊は騎士団からキャップスターと標語を流用している。

## チャペルと公文書保管庁

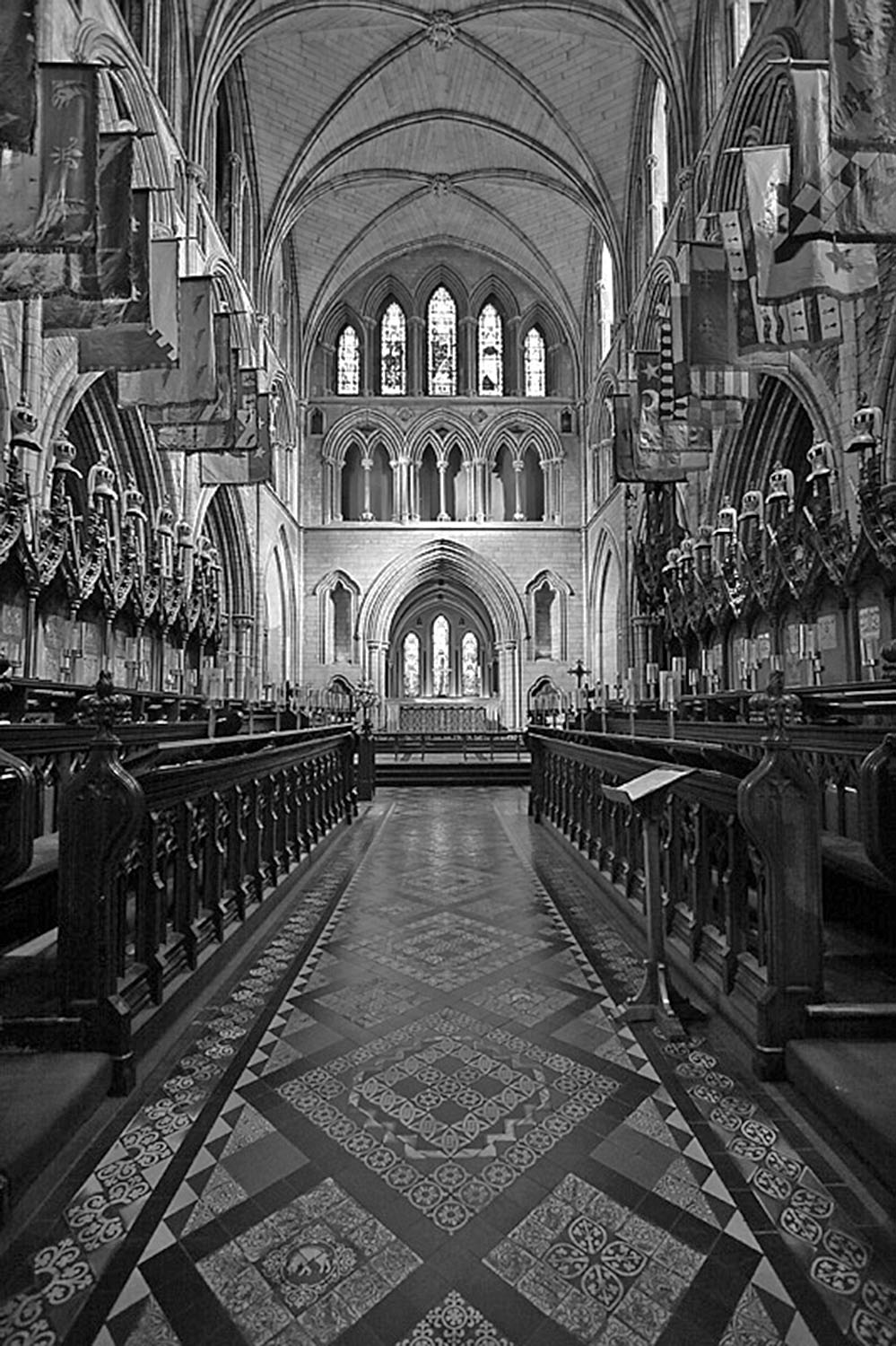
騎士団のチャペルであった聖パトリック大聖堂

騎士団のチャペルは、元々はダブリンの聖パトリック大聖堂であった。主権者を含む騎士団の各々のメンバーはチャペルのクワイヤ席を割り当てられ、主権者の頭上には紋章の意匠が配置された。騎士の席の頭上に据えられていたのはローブで覆われ装飾された兜で、その天辺にはその席の騎士のクレスト（兜の天辺に付ける飾り）が配され、さらにクレストの頭上にはその騎士の紋章で飾り立てられた紋章旗が吊るされていた。
かなり小さいが、座席の後ろには真鍮製のプレート（stall plate, 座席板）が取り付けられており、その席を持つ人物の名前・紋章・騎士団に加入した日付が記されている。その席の騎士が死ぬと、旗とクレストが降ろされ、その席を継ぐ人物のものに差し替えられた。1871年にアイルランド国教が廃止された後にチャペルは使われなくなった。ただし騎士団の紋章旗やその他は時の主権者であるヴィクトリア女王の意向により、現在でもそのままの状態で残されている。
騎士団は1881年にダブリン城のグレート・ホールに紋章旗、ヘルムおよび忌中紋章板（hatchment plate, クワイヤ席がない場合の座席版に相当するもの）が準備されるまで、公式の本部がなかった。アイルランド自由国が成立した際、当時生きていた騎士の紋章旗は取り外された。1962年にホールが改装されたときには、1922年当時の騎士団員の紋章旗が掛かっているべきだと決められた。既存の旗は修理されるか新しく作り直された。今日ダブリン城で見ることができる旗は、このときのものである。
グレート・ホールは騎士団との関係から聖パトリックホールと改名され、また騎士団の公文書保管庁 (Chancery) として使用された。入団式、その後の叙勲式は、それらが取りやめられるまでの期間聖パトリックの日にしばしばここで行われ、入団式後の騎士の晩餐会もこのホールで執り行われた。聖パトリックホールは現在ではアイルランド大統領の就任式の場となっている。
他の多くのイギリス騎士団と異なり、座席板と忌中紋章板は団員騎士の名を連続して記していくタイプではなかった。座席板は1871年までに叙任された80人以上にのぼる騎士の34枚のうち、わずか3枚（ほかは1940年の火災で焼失）が残されるのみである。その後叙任された60人40枚の忌中紋章板も現存している。座席板の場合、連続した記録を作らなかった理由はおそらく30×36cmというプレートの小ささに起因している。

## 席次と特権

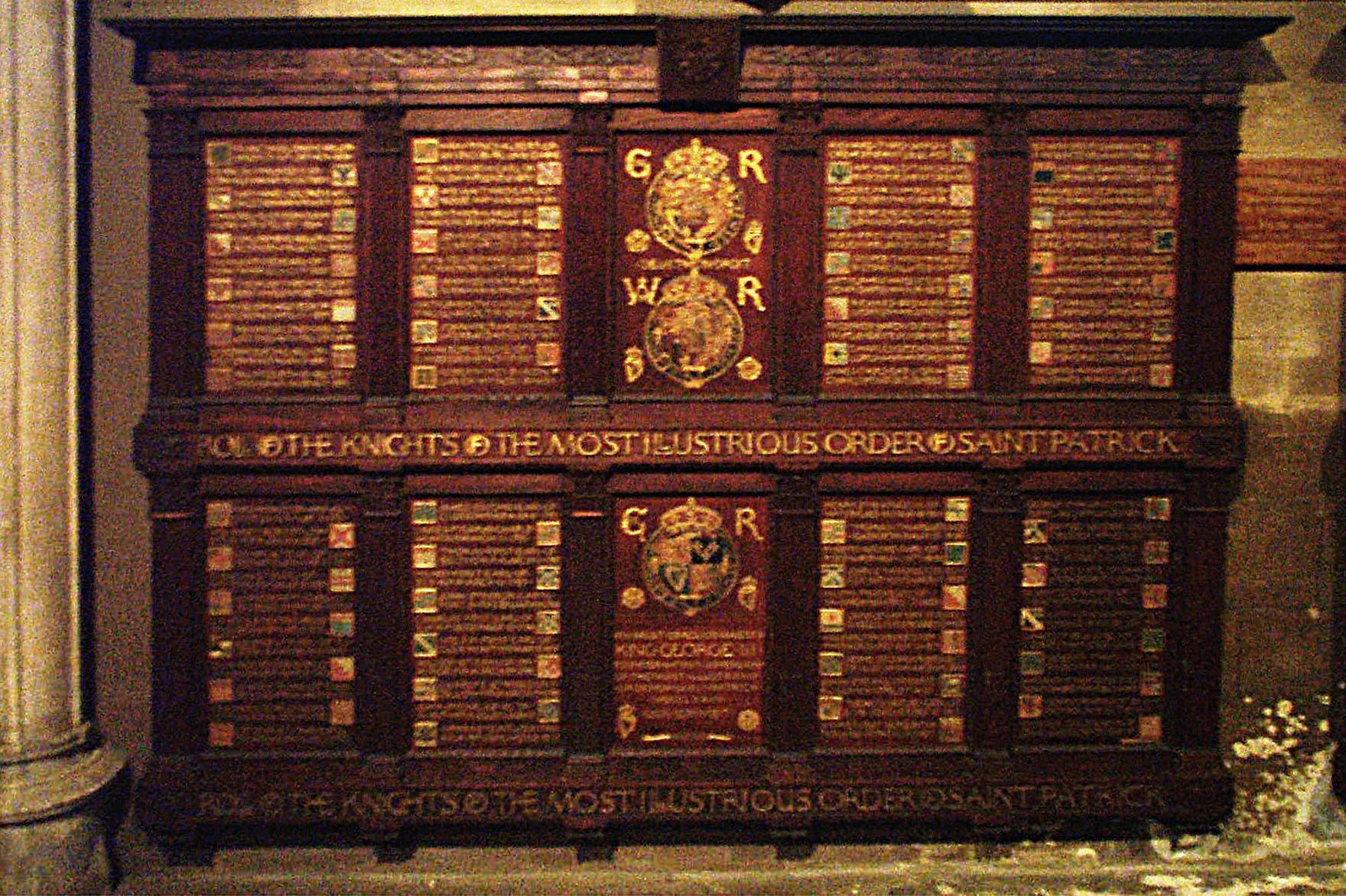
ダブリンの聖パトリック大聖堂にある、聖パトリック騎士団のメンバーのいくらかを記録しているパネル

騎士団員には騎士階級（実際には男爵以上）が要求されていたため、団員特権の多くは実質的に意味のないものであった。彼らは騎士として「サー (Sir)」を名前の上に付けることを許されていたが、彼らは皆貴族階級であったためその名乗りが使われることはなかった。騎士団員は席次順位 (Order of precedence in England and Wales) が高いということで役職に就いたが、実際には貴族特権によって皆それより高い地位にあった。
聖パトリック騎士は“KP” (Knight of St. Patrick)の ポスト・ノミナル・レターズ (post-nominal letters)  を使用することが許される。個人が複数のポスト・ノミナル・レターズを使う権利がある場合、以下の順に列記するように定められている。
- Bt - Baronet, 準男爵
- VC - Victoria Cross, ヴィクトリア十字章
- GC - George Cross, ジョージ・クロス
- KG / LG - Knight of the Garter（男性）/ Lady of the Garter（女性）, ガーター騎士／貴婦人
- KT / LT - Knight of the Thistle（男性）/ Lady of the Thistle（女性）, シッスル騎士／貴婦人
- KP - Knight of St. Patrick
- GCB - Knight Grand Cross of the Bath（男性）/Dame Grand Cross of the Bath（女性）, バス勲章ナイト・グランド・クロス／デーム・グランド・クロス
- 以下の勲章・記章

騎士は自らの紋章を飾り輪（標語が書かれている青い円）と頸飾の絵で囲むことができた。飾り輪は頸飾の外側か上のいずれかに描かれ、バッジは頸飾に吊り下げられる形で描かれた。彼らは紋章の盾持ち（サポーターズ）を描く権利も有していた。これは非常に高度な特権であり、過去において、また現在においてもイギリス王室の一員、貴族、ガーター騎士並びに貴婦人、シッスル騎士並びに貴婦人及び、聖パトリックより下位の騎士団勲章ではバス勲章のナイト・グランド・クロス並びにデーム・グランド・クロス勲爵士が持っているのみである。もっとも、聖パトリックの騎士は全員が貴族かイギリス王室の一員であったので、どちらにしても盾持ちを使用する権利は既に持っていた。